# هاشم عبد الرحمن
الشيخ هاشم عبد الرحمٰن محاجنة، الرئيس الرابع لبلدية أم الفحم. ولد في 20 سبتمبر 1958 في أم الفحم. متزوج ولديه سبعة أبناء. تلقى تعليمه الإبتدائي وحتَى الثانوي في مدارس أم الفحم، واستمر بمسيرته التعليمية حتَى حصل على اللقب الأول "B.A" من جامعة الخليل، ثم حصل على اللقب الثاني "M.A" من جامعة النجاح الوطنية في نابلس.
لقد عمل وتقلد الشيخ عبد الرحمٰن مناصب عدة فكانت مهنة التعليم أول المسيرة حيث عمل لمدة عامين في 1981 و1982 معلمًا في مدرسة أم الفحم الثانوية، إلا أنه أُقيل من قبل وزارة التربية والتعليم تحت أسباب مجهولة وأُعلم بأنه شخصية غير مرغوب فيها. انتقل بعد ذلك ليعمل في مجال الأعمال الحرة في السنوات 1982 وحتى 1988 وكان من القائمين على إصدار المجلة الشهرية «الصراط»، ومن بعدها الصحيفة الأسبوعية «صوت الحق والحرية».
على أثر فوز الحركة الإسلامية في الانتخابات لبلدية أم الفحم عام 1989 تولى منصب القائم بأعمال رئيس البلدية منذ عامي 1989 و1998 وكان رئيس البلدية حينها الشيخ رائد صلاح. وفي الأعوام 1999 وحتى 2003 قام بإدارة جمعية الحج والعمرة وجمعية الإصلاح التي عالجت المشكلات التي كانت تنشب بين الناس في المدينة بشكل خاص وفي الوسط العربي بشكل عام. عمل أيضًا محاضرًا في «كلية الدعوة والعلوم الإسلامية» لمدة عامين، وشغل منصب مدير مركز الدراسات المعاصرة.
وفي 28 أكتوبر 2003 أُنتخب رئيسًا لبلدية أم الفحم واعتبر نفسه سائرًا على درب أسلافه في هذا المنصب الشيخ رائد صلاح ود. سليمان أحمد إغبارية، وشغل أيضًا منصب رئيس لجنة إغاثة اليتيم. وبعد أن أنهى عمله برئاسة بلدية أم الفحم عام 2008 استمر بالقيام بأعمال الخير والإصلاح بين الناس.
| سبقه د.سليمان إغبارية | رئيس بلدية أم الفحم 2003 - 2008 | تبعه الشيخ خالد حمدان |